# Martin Gamboš
Martin Gamboš (* 23. ledna 1998) je slovenský fotbalista, který hraje jako záložník za arménský FC Noah. Je bývalým mládežnickým reprezentantem Slovenska.

## Klubová kariéra
Hrál za B-tým Mnichova 1860. Odehrál za něj 1 zápas.

### Žilina
V roce 2018 přestoupil do Žiliny. Ve Fortuna lize debutoval 4. srpna 2018 proti Ružomberku. V letech 2019–2020 byl na hostování ve Spartaku Trnava.

### Senica
V roce 2021 podepsal smlouvu s FK Senica. S klubem podepsal dvouletou smlouvu. Jako hlavní důvod přestupu uvedl nedostatek herního času v Žilině.

### ViOn Zlaté Moravce
V červnu 2021 podepsal dvouletý kontrakt s ViOnem Zlaté Moravce. Za klub debutoval 23. července proti Trenčínu, nastoupil jako náhradník v prvním poločase za Martina Tótha.

### Viktoria 1889
1. února 2022 přestoupil do Viktorie 1889, která hrál 3. německou ligu.

### Další kariéra
Z Viktorie v roce 2022 přestoupil do švédského Västerås SK. V roce 2023 přestoupil do Noahu.